# 2023年歐霸盃決賽
2023年歐霸盃決賽是2022–23年歐霸盃的最後一場賽事，在2023年5月31日於匈牙利首都布達佩斯的普斯卡什競技場舉行。
由於2020年決賽延期並更改比賽地點，普斯卡什競技場順延至2023年舉行歐霸盃決賽。
賽事冠軍可獲得2023年歐洲超級盃參賽權，與2022–23年歐洲冠軍聯賽冠軍角逐錦標賽。

## 比賽球場
這是普斯卡什競技場第二次主辦歐霸盃決賽賽事。它曾經舉辦過2020年歐洲超級盃。

## 賽前

### 標誌
2023年歐霸盃決賽標誌於2022年8月26日分組賽抽籤儀式時公佈。

### 大使
決賽大使為前匈牙利國腳謝拉·蘇爾坦，他在2009–10年歐霸盃代表富咸獲得亞軍。

## 晉級之路
備註： 下列賽果中，決賽球隊一方比數列於前面（H：主場；A：作客）。
| 排名 | 隊伍     | 賽 | 分 |
| ---- | -------- | -- | -- |
| 1    | 曼城     | 6  | 14 |
| 2    | 多蒙特   | 6  | 9  |
| 3    | 西維爾   | 6  | 5  |
| 4    | 哥本哈根 | 6  | 3  |

| 排名 | 隊伍        | 賽 | 分 |
| ---- | ----------- | -- | -- |
| 1    | 貝迪斯      | 6  | 16 |
| 2    | 羅馬        | 6  | 10 |
| 3    | 盧多格德斯  | 6  | 7  |
| 4    | HJK赫爾辛基 | 6  | 1  |

## 賽事
行政上「主場」一方經由抽籤決定，該抽籤會在半準決賽和準決賽抽籤後進行。
| 2023年5月31日 21:00（CET） |

| 西維爾                    | 1–1 （加時賽） | 羅馬       |
| ------------------------- | -------------- | ---------- |
| - 55'（乌龙球）           | 報告           | - 35'      |
|                           |                |            |
| 進球 · 進球 · 進球 · 進球 | 4–1            | - 伊賓尼斯 |

| 布達佩斯，普斯卡什競技場 觀眾人數：61,476 ：安東尼·泰萊（英格蘭） |

## 外部連結
- 官方网站